# Winchester (Arkansas)
Pour les articles homonymes, voir Winchester.
Winchester est un village situé dans l’État américain de l'Arkansas, dans le comté de Drew.

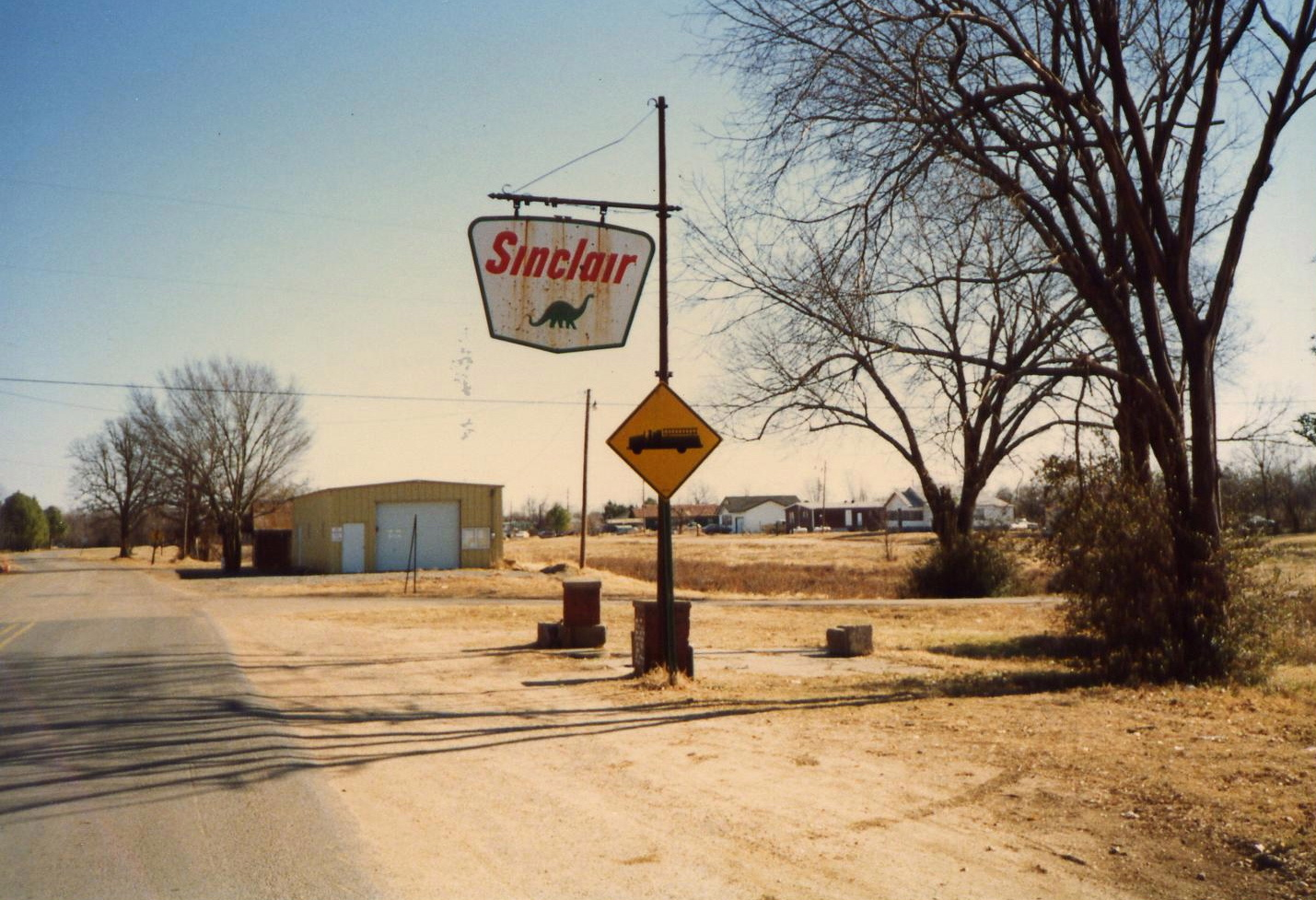
Pancarte à Sinclair